# عيد ميلاد أليسا
عيد ميلاد أليسا (بالروسية: День рождения Алисы)‏ هو فيلم رسوم متحركة روسي من إخراج سيرجي سيريوجين ومن إنتاج ماجستير-فيلم عام 2009. استند في قصته على رواية كتبها المؤلف كير بوليتشيف تحمل نفس الاسم.

## طاقم التمثيل
- ياسيا نيكولاييفا بدور أليسا سيليزنيفا
- أليكسي كولجان بدور غروموزيكا / ساحر
- يفغيني ستيتشكين بدور رررر، أستاذ
- ناتاليا موراشكيفيتش بدور قائد مركبة فضائية
- رومان ستابوروف بدور ستيبان / دكتور توك
- مارك سيرنافين بدور بولو
- نيكولاي لازاريف بدور سيليزنيف، أستاذ، والد أليسا
- أليكسي كوزنتسوف بدور الراعي / المتحدث
- ايلينا جابيتس بدور الجدة تولو
- أناتولي فولوغدين بدور يوميات التحدث / عمال السكك الحديدية
- آنا جلازكوفا بدور معلم / أمي بولو
- جورج مراديان بدور توأمان
- سيرجي غابرييليان بدور الكشك
- فيكتوريا رادونسكايا بدور السيدة القديم في النافذة

## الميزانية والإيرادات
بلغت تكلفة إنتاج الفيلم حوالي 60 مليون روبل.

## وصلات خارجية
- عيد ميلاد أليسا على موقع IMDb (الإنجليزية)
- عيد ميلاد أليسا على موقع Turner Classic Movies (الإنجليزية)
- عيد ميلاد أليسا على موقع أول موفي (الإنجليزية)
- عيد ميلاد أليسا على موقع فيلمافينيتي (الإسبانية)
- عيد ميلاد أليسا على موقع قاعدة بيانات الفيلم (الإنجليزية)
- عيد ميلاد أليسا على موقع ليتربوكسد (الإنجليزية)
- عيد ميلاد أليسا على موقع كينوبويسك (الروسية)